# متی‌مازول
متی‌مازول یا تیامازول یک داروی ضد پرکاری تیروئید در قالب قرص است.

## موارد مصرف
این دارو برای پرکاری تیروئید، کم کاری تیروئید، آمادگی برای جراحی تیروئید و طوفان تیروئیدی تجویز می‌شود.

## مکانیسم اثر
- متی‌مازول با جلوگیری از اکسیداسیون ید در غده تیروئید، مانع از ساخت تیروکسین (T4) و تری یدوتیرونین (T3) که هورمون‌های تیروئیدی می‌باشند، می‌شود.
- فراهمی زیستی آن ۸۰ تا ۹۵ درصد است.
- این دارو توسط کبد متابولیزه می شود.
- نیمه عمر حذف دارو ۴ تا ۶ ساعت است
- دفع آن نیز از طریق ادرار می باشد.

## عوارض جانبی
سردرد، سرگیجه، افسردگی، خواب آلودگی، بثورات پوستی، خارش، تغییر رنگ پوست، تهوع و استفراغ، اسهال، زردی، خیز، و کاهش حس چشایی
- در زنان باردار یا شیرده از قرص تیواوراسیل استفاده می شود.